# André Gomes
Pour les articles homonymes, voir Gomes et André Gomes (handball).
André Gomes, de son nom complet André Filipe Tavares Gomes, né le 30 juillet 1993 à Porto au Portugal, est un footballeur international portugais qui évolue au poste de milieu de terrain au LOSC Lille.

## Biographie

### Carrière en club

#### Benfica
André Gomes joue son premier match de championnat portugais le 26 octobre 2012 face à Gil Vicente sous le maillot de Benfica. Dès lors, il est régulièrement appelé par Jorge Jesus et est souvent titulaire lors de la phase finale de la Ligue Europa. Il continue néanmoins à jouer pour l'équipe B lorsqu'il n'est pas appelé par son entraîneur. La saison 2013-2014 s'annonce plus compliquée avec le retour de Rúben Amorim et l'arrivée de Ljubomir Fejsa, son temps de jeu diminue fortement. Il doit attendre la vente de Matic durant le mercato d'hiver pour être appelé plus souvent en équipe première. Le 31 janvier 2014, une compagnie privée achète les droits économiques d'André Gomes pour 15 M€. Il reste toutefois au Benfica jusqu'en fin de saison.

#### Valence CF
Pour la saison 2014-2015, il est prêté au club espagnol de Valence CF. Il inscrit son premier but le 22 septembre 2014, lors d'une rencontre de championnat face au Getafe CF, participant ainsi à la victoire de son équipe (0-3 score final). Il s'y fait une place dans le onze titulaire et devient l'un des éléments essentiels à la bonne campagne de Valence en championnat, si bien que le 12 juin 2015, il rejoint officiellement Valence pour cinq ans.

#### FC Barcelone
Le 21 juillet 2016, le FC Barcelone annonce qu'un accord a été trouvé avec Valence pour le transfert d'André Gomes au Barça
. Il débute avec Barcelone le 17 août 2016 face au Séville FC au Camp Nou lors de la finale retour de la Supercoupe d'Espagne 2016 (victoire 3 à 0).
Il inscrit son premier but de la saison le 19 mars 2017 face à Valence.
Le 26 avril, il s'offre le tout premier doublé de sa carrière face au Club Atlético Osasuna. Malgré le temps de jeu accordé par Ernesto Valverde, il ne retrouve pas le niveau qu'il a montré à Valence. Toujours pris en grippe, il avoue, lors d'une interview, avoir du mal à supporter sa situation et surmonter les attentes de son transfert, des critiques du public et surtout de la pression qui se met sur lui pour retrouver son football.

#### Prêt à l'Everton FC
Le 9 août 2018, André Gomes est prêté pour une saison à l'Everton FC. Blessé à la cuisse, il doit attendre le 21 octobre 2018 pour faire ses débuts avec Everton en étant titularisé contre Crystal Palace (victoire 2-0).
Le 2 février 2019, il inscrit son premier but sous le maillot des Toffees lors d'une rencontre de Premier League contre Wolverhampton (défaite 1-3). Gomes dispute vingt-neuf matchs sous le maillot d'Everton avant de retourner au Barça à la fin de la saison.

#### Transfert définitif à Everton
Le 25 juin 2019, Gomes signe un contrat de cinq saisons avec l'Everton FC. Le Portugais prend part à neuf matchs en début de saison 2019-2020, avant de se blesser gravement à la cheville lors d'un match de Premier League contre Tottenham Hotspur le 3 novembre 2019. Victime d'une fracture et d'une luxation de la cheville droite, il est opéré dès le lendemain. Le Portugais fait son retour sur les pelouses de Premier League en entrant à l'heure de jeu contre Arsenal le 23 février 2020 (défaite 3-2).

#### Prêt à Lille
Le 1er septembre 2022, à la dernière minute du marché des transferts, André Gomes est prêté par les Toffees au LOSC jusqu'à la fin de la saison 2022-2023. Il effectue ses premiers pas sous le maillot lillois contre le Montpellier HSC, le 4 septembre 2022, et participe à la victoire de son nouveau club sur le score de 3 buts à 1.

#### Retour à Lille
Le 6 septembre 2024, libre de tout contrat, André Gomes s'engage pour deux ans avec le LOSC,. Alors que les deux parties s'étaient déjà contactées plutôt lors de la période du mercato, mais sans que les pourparlers n'aboutissent, les contacts sont rapidement renoués lors de la trêve internationale à la suite des blessures des milieux de terrains Hákon Arnar Haraldsson et Ngal'ayel Mukau,.

### Équipe nationale

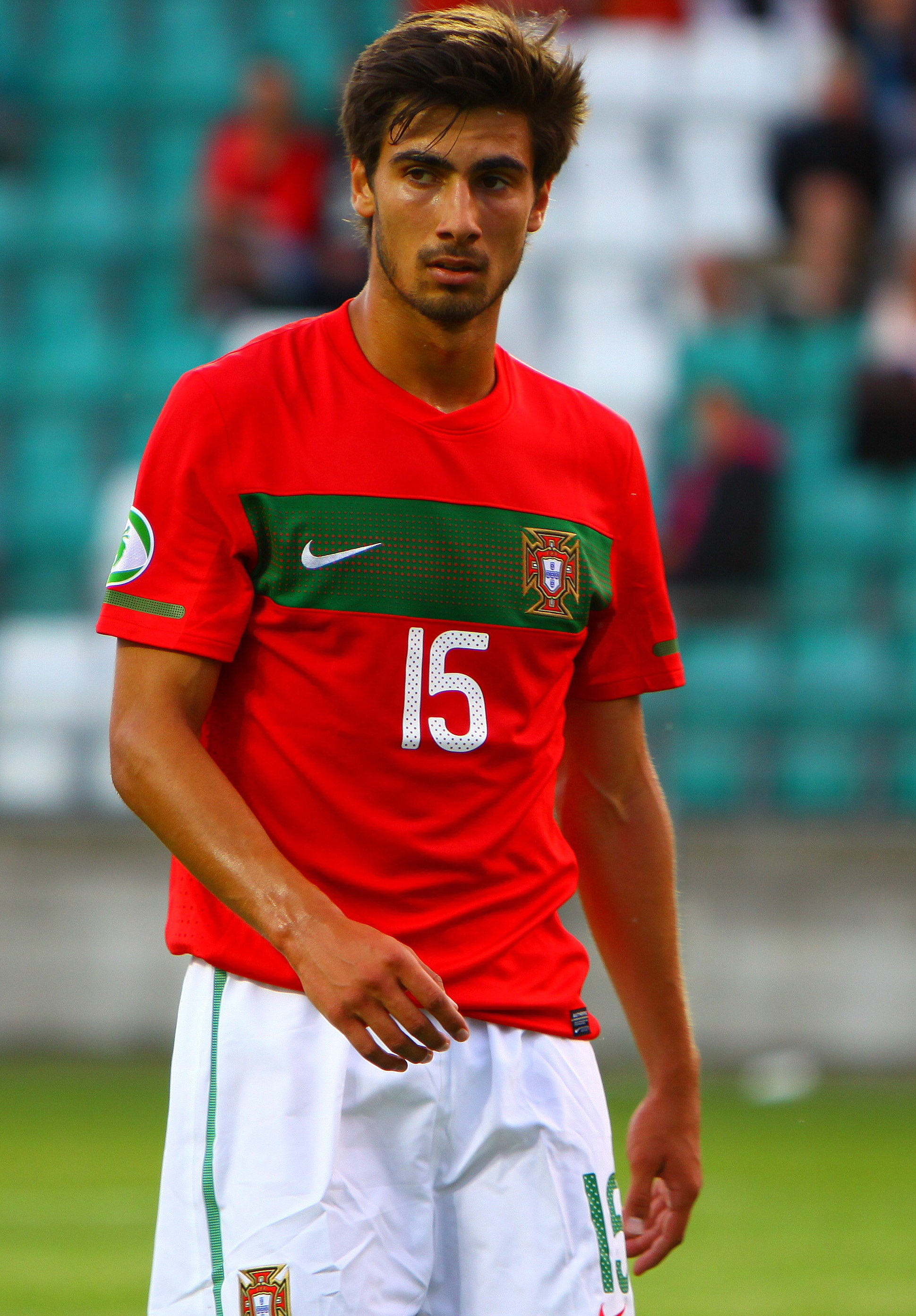
André Gomes avec les moins de 19 ans du Portugal en juin 2012.

André Gomes a joué dans toutes les catégories inférieures de l'équipe du Portugal. Il participe au Championnat d'Europe des moins de 19 ans en 2012 où il marque deux buts dont un face à l'Espagne (3 à 3), futur champion du tournoi. Il est ensuite régulièrement convoqué pour jouer avec l'équipe des moins de 21 ans.
À l'âge de 19 ans, il est convoqué pour la première fois par le sélectionneur A Paulo Bento pour un match amical face à l'Équateur qui a lieu le 6 février 2013 à Guimaraes, mais il ne joue pas.
Le 29 août 2014, à l'âge de 21 ans, il est convoqué par le sélectionneur Fernando Santos pour un match face à l'Albanie qualificatif pour l'Euro 2016. Le match a lieu le 7 septembre 2014 et André Gomes est titularisé (défaite 0 à 1). Par la suite, André Gomes continue à être convoqué par Fernando Santos.
Il fait partie de la sélection qui dispute l'Euro 2016 et joue un rôle important dans la victoire finale du Portugal qui remporte le trophée pour la première fois de son histoire.
André Gomes dispute la Coupe des confédérations 2017 avec sa sélection. Son équipe s'incline en demi-finale face au Chili aux tirs au but (0-0 en prolongations, 0-3 t.a.b.) mais termine troisième de la compétition face au Mexique en s'imposant 2-1 en prolongations.
Il n'est pas convoqué pour la Coupe du monde de 2018.

## Statistiques

### En club
| Saison                | Club                  | Championnat           | Championnat | Championnat | Coupe nationale | Coupe nationale | Coupe de la Ligue | Coupe de la Ligue | Supercoupe | Supercoupe | Compétition(s) continentale(s) | Compétition(s) continentale(s) | Compétition(s) continentale(s) | Total | Total |
| Saison                | Club                  | Division              | M.          | B.          | M.              | B.              | M.                | B.                | M.         | B.         | Comp.                          | M.                             | B.                             | M.    | B.    |
| 2012-2013             | Benfica Lisbonne      | Primeira Liga         | 7           | 1           | 4               | 1               | 2                 | 0                 | -          | -          | C1+C3                          | 2+3                            | 0+0                            | 18    | 2     |
| 2013-2014             | Benfica Lisbonne      | Primeira Liga         | 7           | 1           | 4               | 1               | 3                 | 0                 | -          | -          | C1+C3                          | 2+7                            | 0+0                            | 23    | 2     |
| Sous-total            | Sous-total            | Sous-total            | 14          | 2           | 8               | 2               | 5                 | 0                 | -          | -          | -                              | 14                             | 0                              | 41    | 4     |
| 2014-2015             | Valence CF (prêt)     | Liga                  | 33          | 4           | 4               | 0               | -                 | -                 | -          | -          | -                              | -                              | -                              | 37    | 4     |
| 2015-2016             | Valence CF            | Liga                  | 30          | 3           | 4               | 0               | -                 | -                 | -          | -          | C1+C3                          | 4+3                            | 1+1                            | 41    | 5     |
| Sous-total            | Sous-total            | Sous-total            | 63          | 7           | 8               | 0               | -                 | -                 | -          | -          | -                              | 7                              | 2                              | 78    | 9     |
| 2016-2017             | FC Barcelone          | Liga                  | 30          | 3           | 8               | 0               | -                 | -                 | 1          | 0          | C1                             | 8                              | 0                              | 47    | 3     |
| 2017-2018             | FC Barcelone          | Liga                  | 16          | 0           | 5               | 0               | -                 | -                 | 1          | 0          | C1                             | 9                              | 0                              | 31    | 0     |
| Sous-total            | Sous-total            | Sous-total            | 46          | 3           | 13              | 0               | -                 | -                 | 2          | 0          | -                              | 17                             | 00                             | 78    | 3     |
| 2018-2019             | Everton FC (prêt)     | Premier League        | 27          | 1           | 2               | 0               | -                 | -                 | -          | -          | -                              | -                              | -                              | 29    | 1     |
| 2019-2020             | Everton FC            | Premier League        | 19          | 0           | -               | -               | 1                 | 0                 | -          | -          | -                              | -                              | -                              | 20    | 0     |
| 2020-2021             | Everton FC            | Premier League        | 28          | 0           | 3               | 0               | 1                 | 0                 | -          | -          | -                              | -                              | -                              | 32    | 0     |
| 2021-2022             | Everton FC            | Premier League        | 14          | 0           | 3               | 1               | 2                 | 0                 | -          | -          | -                              | -                              | -                              | 19    | 1     |
| 2023-2024             | Everton FC            | Premier League        | 12          | 1           | 2               | 1               | -                 | -                 | -          | -          | -                              | -                              | -                              | 14    | 2     |
| Sous-total            | Sous-total            | Sous-total            | 100         | 2           | 10              | 2               | 4                 | 0                 | -          | -          | -                              | -                              | -                              | 114   | 4     |
| 2022-2023             | Lille OSC (prêt)      | Ligue 1               | 26          | 3           | 1               | 0               | -                 | -                 | -          | -          | -                              | -                              | -                              | 27    | 3     |
| 2024-2025             | Lille OSC             | Ligue 1               | 20          | 0           | 2               | 1               | -                 | -                 | -          | -          | C1                             | 2                              | 0                              | 24    | 1     |
| Sous-total            | Sous-total            | Sous-total            | 46          | 3           | 3               | 1               | 0                 | 0                 | -          | -          | -                              | 2                              | 0                              | 51    | 4     |
| Total sur la carrière | Total sur la carrière | Total sur la carrière | 269         | 17          | 42              | 5               | 9                 | 0                 | 2          | 0          | -                              | 40                             | 2                              | 362   | 24    |

### En sélection nationale
| Saison                | Sélection             | Phases finales        | Phases finales | Phases finales | Phases finales | Éliminatoires | Éliminatoires | Éliminatoires | Ligue des nations | Ligue des nations | Ligue des nations | Matchs amicaux | Matchs amicaux | Matchs amicaux | Total | Total | Total |
| Saison                | Sélection             | Compétition           | M              | B              | Pd             | M             | B             | Pd            | M                 | B                 | Pd                | M              | B              | Pd             | M     | B     | Pd    |
| --------------------- | --------------------- | --------------------- | -------------- | -------------- | -------------- | ------------- | ------------- | ------------- | ----------------- | ----------------- | ----------------- | -------------- | -------------- | -------------- | ----- | ----- | ----- |
| 2014-2015             | Portugal              | -                     | -              | -              | -              | 1             | 0             | 0             | -                 | -                 | -                 | 3              | 0              | 0              | 4     | 0     | 0     |
| 2015-2016             | Portugal              | Euro 2016             | 5              | 0              | 1              | -             | -             | -             | -                 | -                 | -                 | 4              | 0              | 2              | 9     | 0     | 3     |
| 2016-2017             | Portugal              | Confédérations 2017   | 4              | 0              | 0              | 5             | 0             | 1             | -                 | -                 | -                 | 3              | 0              | 1              | 12    | 0     | 2     |
| 2017-2018             | Portugal              | -                     | -              | -              | -              | 2             | 0             | 0             | -                 | -                 | -                 | 2              | 0              | 0              | 4     | 0     | 0     |
| Total sur la carrière | Total sur la carrière | Total sur la carrière | 9              | 0              | 1              | 8             | 0             | 1             | -                 | -                 | -                 | 12             | 0              | 3              | 29    | 0     | 5     |

## Palmarès

### Palmarès collectif
| Benfica Lisbonne (3) | FC Barcelone (3) | Portugal (1)                               |
| --- | --- | ------------------------------------------ |
| - Championnat du Portugal : - Champion : 2014 - Vice-champion : 2013 - Coupe du Portugal : - Vainqueur : 2014 - Finaliste : 2013 - Coupe de la Ligue - Vainqueur : 2014 - Ligue Europa : - Finaliste : 2013 et 2014 | - Championnat d'Espagne : - Champion : 2018 - Vice-champion : 2017 - Coupe d'Espagne : - Vainqueur : 2017 - Supercoupe d'Espagne : - Vainqueur : 2016 - Finaliste : 2017 | - Championnat d'Europe - Vainqueur : 2016. |